# Zhaoquanying
Zhaoquanying (kinesiska: 赵全营, 赵全营镇) är en köping i Kina. Den ligger i stadsdistriket Shunyi i Pekings storstadsområde, i den norra delen av landet, omkring 36 kilometer nordost om stadskärnan. Antalet invånare är 30 482. Befolkningen består av 14 255 kvinnor och 16 227 män. Barn under 15 år utgör 8,0 %, vuxna 15-64 år 81 %, och äldre över 65 år 10,0 %.